# Nyck de Vries
Hendrik Johannes Nicasius de Vries (pronunciación en neerlandés: /niːk də ˈvris/; Uitwellingerga, Frisia, Países Bajos; 6 de febrero de 1995), más conocido como Nyck de Vries, es un piloto de automovilismo neerlandés. Ha sido dos veces campeón del Campeonato Mundial de Karting en 2010 y 2011, de la Eurocopa de Fórmula Renault 2.0 y Fórmula Renault 2.0 Alpes en 2014 respectivamente, del Campeonato de Fórmula 2 de la FIA en 2019, y campeón de Fórmula E en 2020-21. También fue tercero en la Fórmula Renault 3.5 de 2015 y segundo en las 24 Horas de Le Mans 2024.
Entre 2010 y 2019 perteneció al Programa de Jóvenes Pilotos de McLaren. Desde 2019 hasta 2022 estuvo vinculado con el equipo Mercedes de Fórmula 1, siendo el piloto reserva de la escudería, además de disputar varias pruebas oficiales. Ha participado en entrenamientos libres con Williams, Mercedes y Aston Martin. Debutó en el Gran Premio de Italia de 2022 con una novena posición con Williams.
En 2023 fue piloto titular de la escudería AlphaTauri en Fórmula 1 durante los primeros diez grandes premios. En 2023-24 se anunció su vuelta a la Fórmula E con el equipo Mahindra Racing.

## Carrera

### Inicios
En 2008, De Vries ganó la WSK World Series para la categoría KF3, así como el Campeonato Alemán Júnior. Al año siguiente retuvo sus títulos en ambas categorías, también ganó el Campeonato de Europa KF3. En enero de 2010, el neerlandés ingresó al Programa de Jóvenes Pilotos de McLaren y en septiembre del mismo año ganó el Campeonato Mundial de Karting KF, y retuvo el campeonato en 2011.

### Fórmula Renault 2.0

#### 2012
Hizo su debut en 2012 en Fórmula Renault 2.0 NEC con el equipo R-ace GP, donde participó en 11 carreras, logrando una victoria en la ronda de Assen saliendo desde la pole position, finalizando décimo en el Campeonato de Pilotos. También participó en la Eurocopa de Fórmula Renault 2.0 donde finalizó décimo en el campeonato, obteniendo una victoria, cuatro podios y una pole.

#### 2013
En 2013 pasó al equipo Koiranen GP para volver a participar en la Eurocopa de Fórmula Renault donde obtuvo dos victorias, cinco podios y una pole. También participó en Fórmula Renault 2.0 Alpes donde disputó seis carreras y obtuvo dos segundos puestos, ambos obtenidos en la ronda de Mugello. Finalizó octavo en el Campeonato de Pilotos.

#### 2014
En 2014, De Vries permaneció en la escudería finlandesa y esta elección se ve recompensada al ganar cinco carreras en la Eurocopa de Fórmula Renault 2.0. También se coronó campeón en Fórmula Renault 2.0 Alpes. En 14 carreras, ha subido 12 veces al podio, obteniendo nueve victorias y misma cantidad de pole positions.

### Fórmula Renault 3.5
En 2015 fue promovido a la Fórmula Renault 3.5. Logró su primera pole position en la segunda carrera de la temporada en Alcañiz, aunque finalizó segundo en la carrera. Debió esperar hasta la última carrera del año en Jerez para triunfar. Logró cinco podios y una victoria, finalizando tercero en el Campeonato de Pilotos, detrás de Matthieu Vaxivière y Oliver Rowland.

### GP3 Series

#### 2016
En 2016, el neerlandés participó en GP3 Series con ART Grand Prix. Donde obtuvo cinco podios, dos victorias (en Monza y Yas Marina) y una pole position, finalizando sexto en el Campeonato de Pilotos.

### Campeonato de Fórmula 2 de la FIA

#### 2017
En 2017, el neerlandés se unió junto al venezolano Johnny Cecotto Jr. a Rapax para participar en el nuevo campeonato llamado Campeonato de Fórmula 2 de la FIA. Tuvo un buen comienzo de temporada, donde obtuvo varios puntos, hasta que obtuvo su primera victoria en la categoría en la carrera corta de la ronda de Montecarlo. Un mes después, en Bakú, finalizó segundo en la carrera larga. Tras la ronda de Budapest en Hungaroring, pasó a Racing Engineering, intercambiando su asiento con el suizo Louis Delétraz, que pasaría a Rapax. Para su primer fin de semana en su nuevo equipo, finalizó segundo en Spa-Francorchamps con vuelta rápida incluida. Luchando por la victoria en Monza, se aferra a la ronda final con Charles Leclerc y pierde la oportunidad de sumar puntos. Finalizó séptimo en el Campeonato de Pilotos. Tras la última ronda, el neerlandés firma contrato con Prema para 2018.

#### 2018

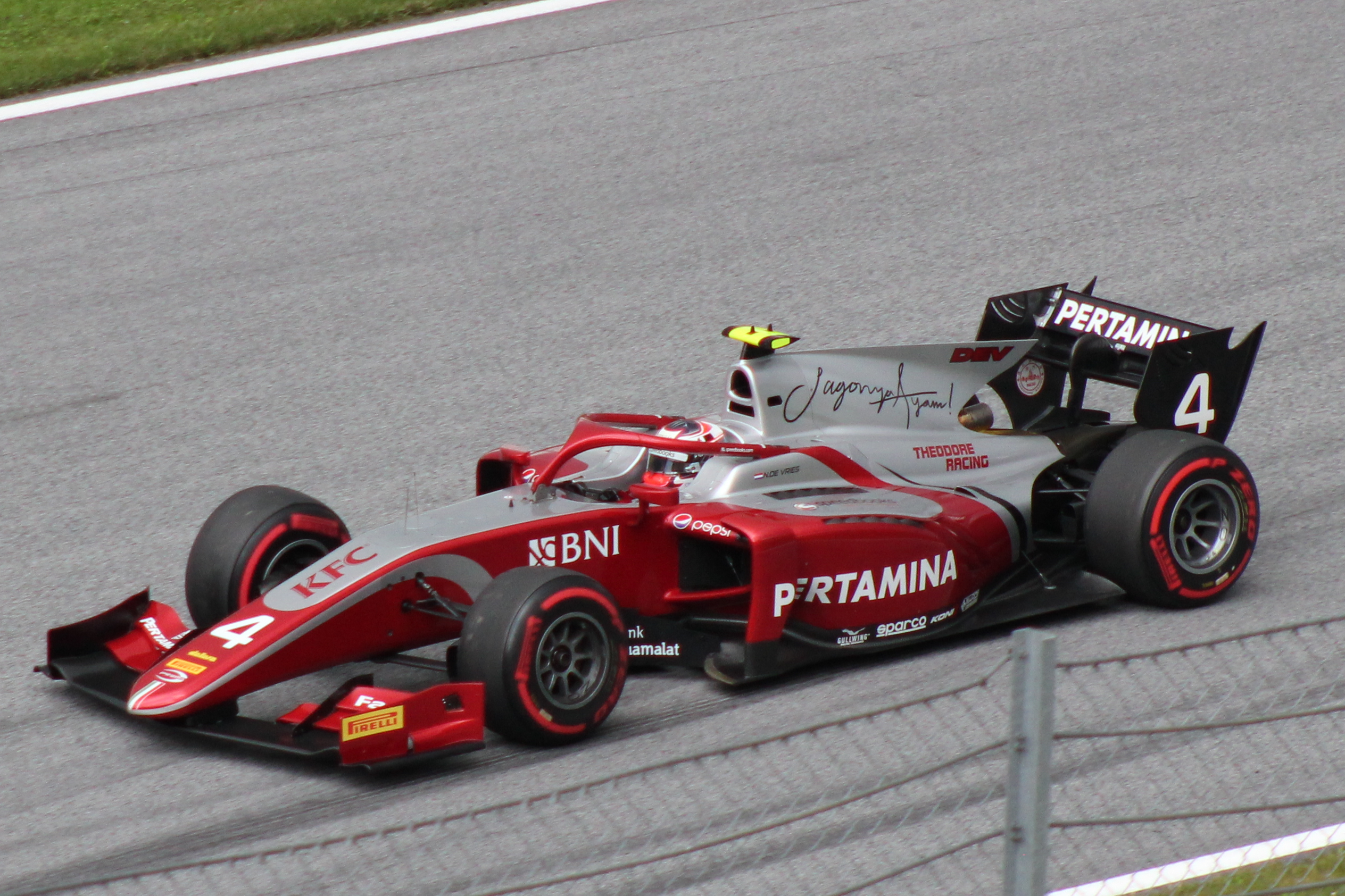
Nyck de Vries durante la ronda de Spielberg de Fórmula 2 2018.

En su segunda temporada en la categoría, obtuvo su primer podio del año en Bakú, terminando segundo en la carrera corta. Luego de dos victorias en las rondas de Le Castellet y Budapest, donde batallaría con el protegido de McLaren Lando Norris en las últimas vueltas, obtendría su primera pole position en Spa-Francorchamps, antes de ganar por tercera vez en la temporada. Terminó cuarto en el Campeonato de Pilotos con 202 unidades, detrás de George Russell, Lando Norris y Alexander Albon.

#### 2019

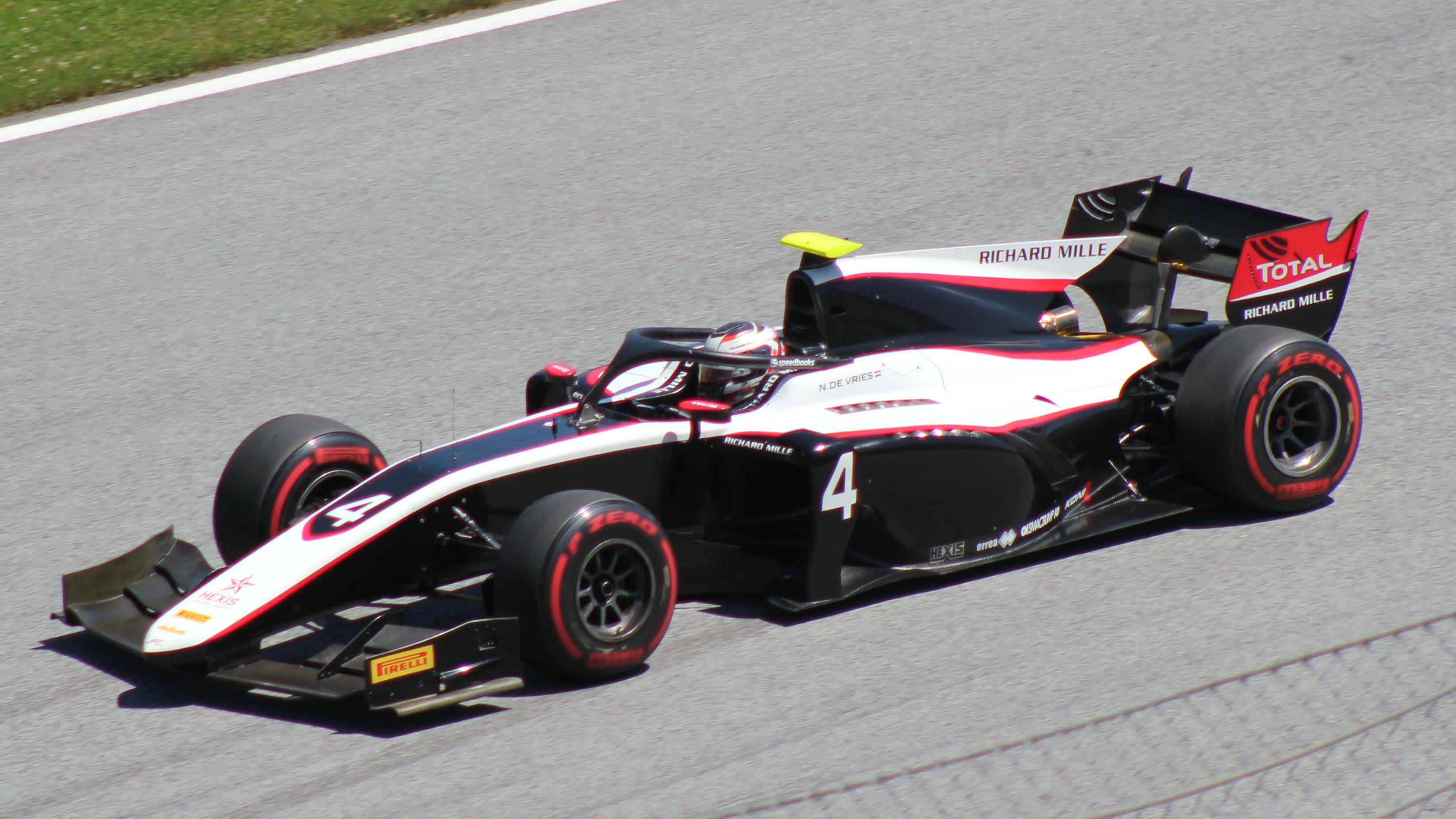
De Vries durante la ronda de Spielberg de Fórmula 2.

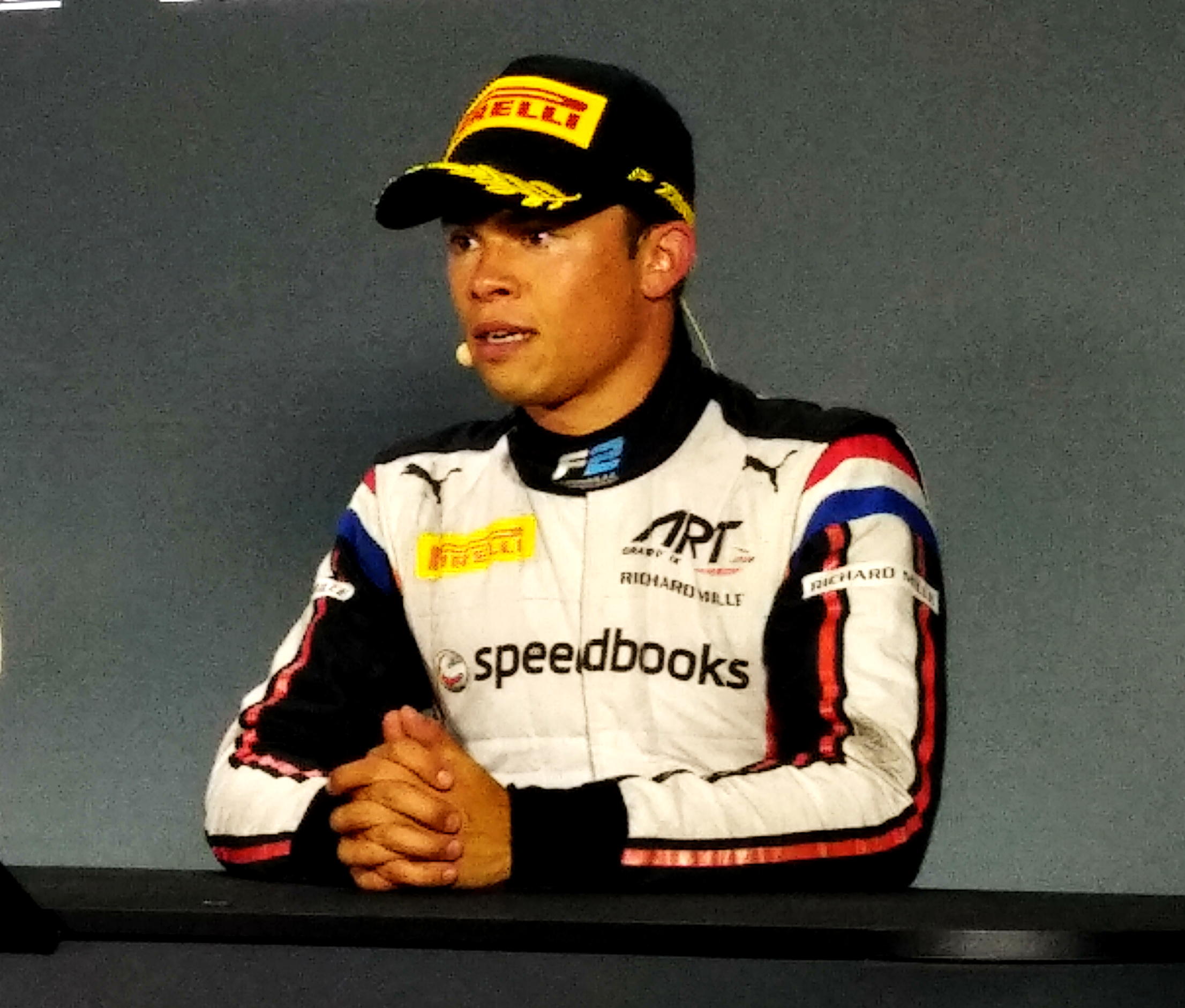
Nyck de Vries en conferencia de prensa tras la ronda de Monza.

En 2019 pasó a ART Grand Prix donde tuvo de compañero al debutante ruso Nikita Mazepin. En la carrera corta de la ronda de Sakhir obtendría su primera vuelta rápida de la temporada, y finalizó segundo en la primera carrera de Bakú. Dos días después, el neerlandés anunció que abandona el Programa de Jóvenes Pilotos de McLaren tras 9 años. Tras finalizar quinto en la carrera larga, el neerlandés logró su primera victoria del año en la carrera corta de la ronda de Barcelona. En Montecarlo, de Vries obtuvo su primera pole position de la temporada. En la carrera larga se llevó la victoria dominando de principio a fin, mientras que en la carrera corta finalizó séptimo, delante de su compañero Mazepin. Un mes después, obtiene el liderato del campeonato tras ganar la carrera larga de la ronda de Le Castellet con vuelta rápida incluida, delante del poleman Sérgio Sette Câmara y Jack Aitken, y en la carrera corta finalizó décimo fuera de los puntos. En Spielberg obtiene la pole position, finalizó tercero en ambas carreras, obteniendo la vuelta rápida en la carrera corta de la ronda. Finalizó sexto en la carrera larga de Silverstone, para poder empezar tercero y finalizar en la misma posición en la carrera corta. En la siguiente ronda, en el Hungaroring, perdió la carrera larga contra Nicholas Latifi tras largar en la pole, pero en la carrera corta lo superó por un puesto, quedando con 30 puntos de ventaja sobre el canadiense en el campeonato. En Spa-Francorchamps obtendría nuevamente la pole, pero ambas carreras fueron suspendidas luego de un choque en la carrera larga que posteriormente le costaría la vida al francés Anthoine Hubert. Finalizó tercero en ambas carreras de la ronda de Monza luego de haber partido último en la grilla, aumentando su diferencia en el campeonato contra Latifi. En Sochi, se llevó la victoria en la carrera larga tras salir desde la pole, lo que le permitió poder coronarse campeón de la categoría a falta de una fecha. En la carrera corta finalizó segundo detrás de Luca Ghiotto. Clasificó sexto para la última ronda en Yas Marina, pero finalizó en la decimotercera posición sin puntos en ambas carreras. Finalmente se quedó con el Campeonato de Pilotos con 266 unidades, delante de Latifi, Ghiotto y Sette Câmara.

### Resistencia

#### Campeonato Mundial de Resistencia de la FIA

##### LMP2
En 2018 y 2019, además de Fórmula 2, Nyck de Vries participó en varias rondas del Campeonato Mundial de Resistencia de la FIA, reemplazando a Jan Lammers en Racing Team Nederland en la categoría LMP2. Al año siguiente continuó con el equipo, logrando la victoria en las 6 Horas de Fuji y tres quintos puestos en las rondas posteriores. Job van Uitert ocupó su asiento en Spa-Francorchamps. Volvió para las últimas dos carreras, logrando un tercer lugar en Baréin. En 2021 corrió como invitado de G-Drive Racing en las 6 Horas de Spa-Francorchamps 2021 y volvió a disputar nuevamente las 24 Horas de Le Mans.

##### Hypercar

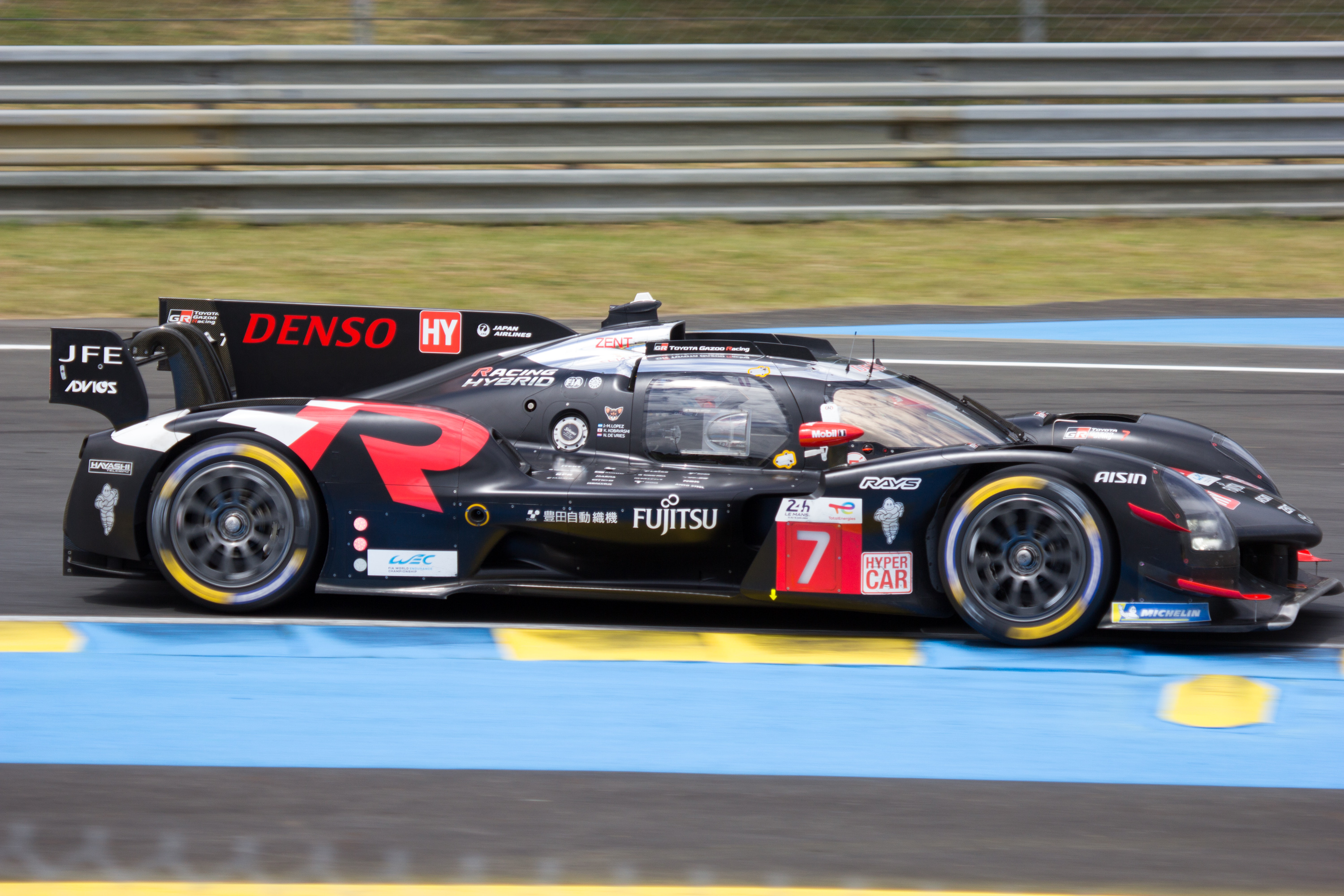
Toyota GR010 Hybrid manejado por de Vries en las 24 Horas de Le Mans 2024.

Fuera de las carreras, el neerlandés fue piloto probador y reserva de Toyota Gazoo Racing. Sus roles incluyeron pruebas con los prototipos del equipo. El 20 de noviembre de 2023, Toyota anunció a De Vries como piloto titular en el asiento número 7 en reemplazo del argentino José María López para la temporada 2024.
El 21 de abril logró su primera victoria en la clase Hypercar en las 6 Horas de Imola. Dos meses después logró el segundo lugar en las 24 Horas de Le Mans junto Kamui Kobayashi y López, finalizando 14 segundos detrás de la Ferrari 499P del equipo AF Corse.

#### European Le Mans Series
En junio de 2020, Nyck fue confirmado como piloto titular de la escudería G-Drive Racing para disputar la clase LMP2 de European Le Mans Series. Disputó tres de las cinco carreras de la temporada, finalizando segundo en la primera y logrando el triunfo en la última. Acabó quinto en el Campeonato de Pilotos con 43 puntos.
Al año siguiente renovó con el equipo ruso para correr en el automóvil n.º 26 junto a Franco Colapinto y Román Rúsinov. En Barcelona logró la pole position y el cuarto lugar en la carrera. Subió al podio en Austria, y en Paul Ricard logró nuevamente la primera posición, y el triunfo en la carrera. Se ubicó en la quinta posición en el campeonato con 67 puntos finales.

### Fórmula E
En septiembre de 2019, de Vries fue confirmado como piloto de la nueva escudería llamada Mercedes-Benz EQ Formula E Team para disputar la temporada 2019-20 de Fórmula E junto a Stoffel Vandoorne.

#### 2019-20
En su carrera debut en Diriyah, logró sus primeros puntos tras finalizar sexto en la primera carrera, mientras que en la segunda finalizó decimosexto sin puntos. En el siguiente ePrix en Santiago, de Vries acabó cuarto, pero fue degradado al quinto tras ser penalizado con cinco segundos debido a una infracción técnica. Partió tercero en la grilla de partida de México, pero tuvo que abandonar en la vuelta 18 tras colisionar con su compatriota Robin Frijns. Tras la detención de la temporada por la pandemia por coronavirus, el neerlandés logró el cuarto lugar en la primera prueba del Berlín ePrix, mientras que en la segunda tuvo que retirarse sobre el final debido a un problema mecánico en su monoplaza. En el segundo ePrix en Berlín, finalizó decimosexto sin puntos en la primera carrera, y cuarto en la segunda detrás de Sébastien Buemi. En la última ronda de la temporada, finalizó decimocuarto en la primera carrera y en la segunda logró su primer podio con un segundo lugar, detrás de su compañero Stoffel Vandoorne, logrando el 1-2 para Mercedes. Finalmente terminó undécimo en el Campeonato de Pilotos con un total de 60 puntos.

#### 2020-21

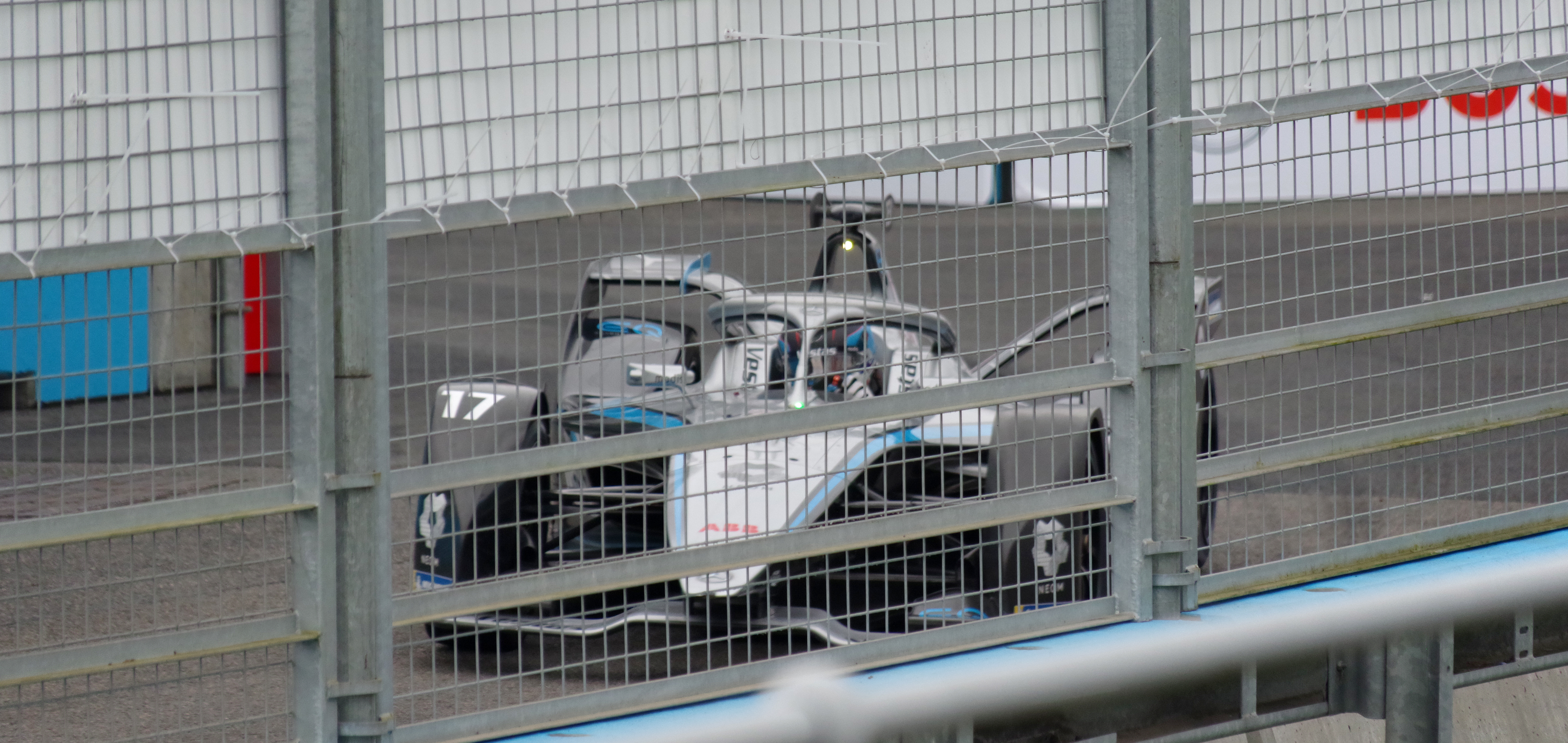
Nyck de Vries durante las prácticas del e-Prix de Londres de 2021.

En octubre de 2020, el neerlandés renovó contrato con la escudería alemana para la temporada 2020-21, teniendo a Vandoorne nuevamente de compañero. En la primera carrera del año, en Arabia Saudita, logró su primera victoria en la categoría, saliendo primero en la grilla. En la segunda carrera del ePrix saudí, acabó decimocuarto, pero subió al noveno lugar luego de que varios pilotos recibieran sanciones postcarrera. Luego de haberse retirado en ambas carreras del ePrix de Roma, Nyck logró su segundo triunfo en la temporada en la carrera 1 de Valencia. En el ePrix de Puebla volvería a sumar puntos, y posteriormente tras estar tres carreras sin sumar puntos, el neerlandés logró un doble podio en Londres con un segundo lugar que le permitió volver al liderato provisional del campeonato a falta de una ronda. En el último ePrix, en Berlín, tuvo un inicio difícil donde finalizó en la posición 22 en la carrera 1. Mientras que en la segunda carrera, aprovechó el abandono de sus rivales en el campeonato y logró el título de pilotos al acabar en la octava posición.

#### 2021-22
Siguió por tercer año consecutivo en Mercedes. En la primera carrera en Diriyah, venció a su compañero de equipo y se quedó con el triunfo tras salir tercero en la grilla. Luego de sumar puntos en cuatro carreras, volvió al triunfo en la carrera 2 del ePrix de Berlín. En las rondas posteriores volvería sumar puntos en cinco ocasiones, incluyendo un tercer lugar en la carrera 2 del ePrix de Londres. En la última ronda, en Seúl, de Vries quedó involucrado en un accidente en la primera carrera, en la cual colisionó con Sébastien Buemi y el monoplaza del suizo quedó por encima del suyo. El neerlandés pudo salir ileso de la escena y reconoció que el sistema Halo le salvó la vida. Se ubicó en la novena posición en el campeonato con 106 unidades.

#### 2023-24

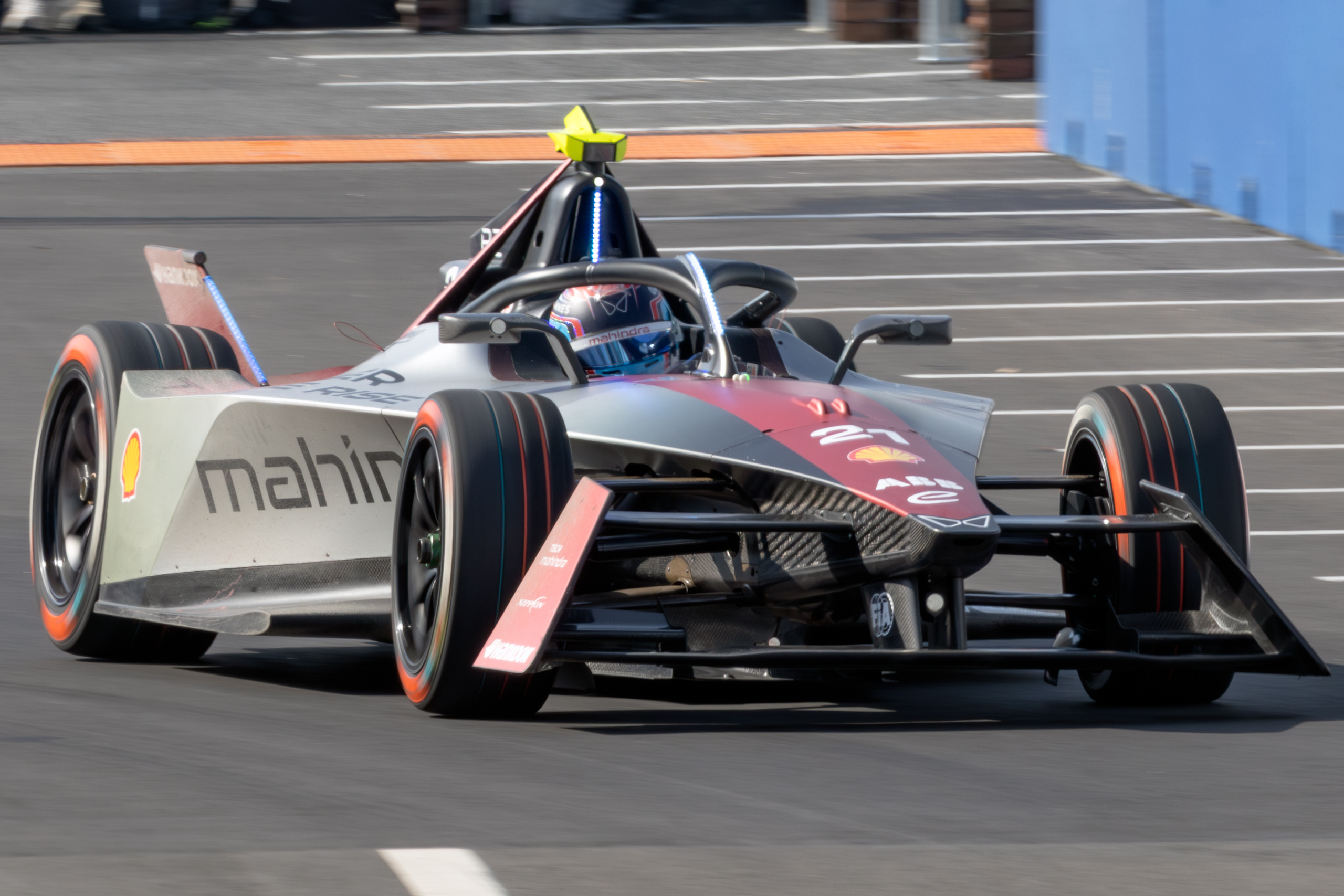
Nyck de Vries durante la segunda práctica libre del e-Prix de Tokio de 2024.

En septiembre de 2023, dos meses después de su abrupta salida de la Fórmula 1, Mahindra anunció a Nyck de Vries como piloto titular. En su regreso a la Fórmula E, su desempeño no sería el mismo a diferencia de las temporadas anteriores. Estuvo en la zona de puntos en dos ocasiones (séptimo en Shanghái y cuarto en Londres). Finalizó en la posición 18 en la clasificación final.

### Fórmula 1

#### Pruebas y especulaciones (2020-2021)
Entre 2010 y 2019, perteneció al Programa de Jóvenes Pilotos de McLaren. En diciembre de 2020, disputó la postemporada de Fórmula 1 en Yas Marina con la escudería Mercedes-AMG Petronas Formula One Team, estableciendo el segundo mejor tiempo de la sesión, quedando detrás de Fernando Alonso. En marzo de 2021, fue confirmado que ocupará la labor de piloto reserva en la escudería de las «flechas plateadas».
A mediados de año, luego de su obtención del título de Fórmula E, comenzaron a circular rumores sobre un posible desembarco del neerlandés a la F1 en 2022 con el equipo Williams Racing en reemplazo de George Russell. El director de Mercedes, Toto Wolff comentó: «Williams tiene un motor Mercedes y nosotros tenemos a Nyck de Vries, un piloto que merece estar en la Fórmula 1». Finalmente dichos rumores comenzaron a ser nulos luego de que Williams fichara a Alexander Albon. También hubo posibilidades de que fichara por Alfa Romeo. Sin embargo, Frédéric Vasseur, jefe del equipo, decidió optar por un piloto experimentado. A inicios de diciembre, Mercedes anunció nuevamente su participación en los entrenamientos postemporada en Yas Marina. Fue el más rápido en el primer día en la sesión para jóvenes pilotos con un tiempo de 1:23.191.

#### Tercer piloto y debut absoluto con Williams (2022)

Nyck de Vries manejando el Mercedes W13 en los entrenamientos libres del GP de Francia de 2022.

El 16 de mayo de 2022, Williams confirmó la participación de De Vries en la primera sesión de entrenamientos libres del Gran Premio de España al volante del FW44 de Albon. Subió de nuevo a un monoplaza en una sesión libre, esta vez al Mercedes W13 de Lewis Hamilton en el Gran Premio de Francia. En Italia se subió al Aston Martin AMR22 de Sebastian Vettel en la FP1. En ese mismo Gran Premio fue llamado por Williams para sustituir a Albon luego de que sufriera un apendicitis y fue su debut absoluto en la «máxima categoría».
En clasificación logró llegar a la Q2 y se ubicó en la decimotercera posición, superando a su compañero Nicholas Latifi. En la carrera salió desde la octava posición luego de que varios pilotos recibieran sanciones. Terminó en la novena posición, sumando dos puntos, y fue votado como «Piloto del Día» por su actuación con Williams y por haber sumado sus primeros puntos en Fórmula 1.
Volvió a subirse al W13 en los libres 1 del Gran Premio de la Ciudad de México.

#### AlphaTauri (2023)

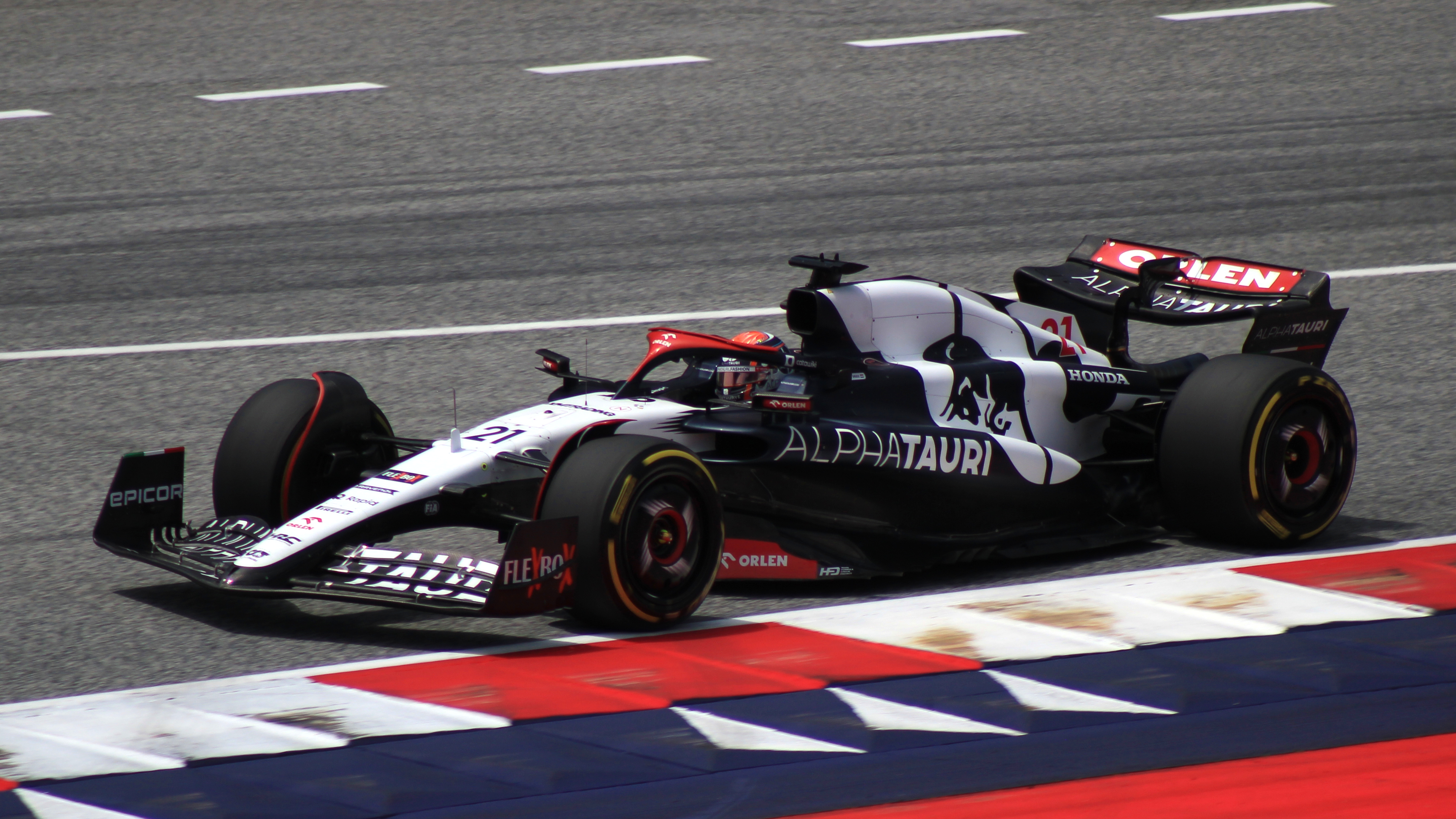
De Vries en el Gran Premio de Austria de 2023.

En 2023, compitió con la Scuderia AlphaTauri. Previo a su debut, disputó los entrenamientos postemporada 2022 en Yas Marina con dicho equipo, logrando el octavo mejor tiempo de la sesión. Sin embargo, tras diez Grandes Premios con un rendimiento cuestionable, el equipo italiano lo despidió de forma inmediata el 11 de julio de 2023, dos días después del Gran Premio de Gran Bretaña, para ascender al experimentado piloto Daniel Ricciardo. Antes de su despido, De Vries fue criticado por su actuación, sobre todo por el asesor de Red Bull, Helmut Marko. La decisión de reemplazar al neerlandés fue cuestionada por distintos pilotos. El expiloto Sebastian Vettel calificó el despido de De Vries como «duro» y «cruel».

### IndyCar Series
En diciembre de 2021, De Vries realizó pruebas de IndyCar Series en Sebring con el equipo Meyer Shank Racing. Logró el mejor tiempo de la sesión delante de Callum Ilott, Stoffel Vandoorne y Jack Aitken.

### Campeonato de Super Fórmula Japonesa
El 7 de agosto de 2024, el equipo japonés Team Impul anunció la incorporación de De Vries al asiento número 19 en las rondas de Motegi y Fuji del Campeonato de Super Fórmula Japonesa.

## Resumen de carrera
| Temporada | Categoría                                              | Equipo                                         | Carreras          | Victorias         | Poles             | VR                | Podios            | Puntos            | Pos.              |
| --------- | ------------------------------------------------------ | ---------------------------------------------- | ----------------- | ----------------- | ----------------- | ----------------- | ----------------- | ----------------- | ----------------- |
| 2012      | Eurocopa de Fórmula Renault 2.0                        | R-ace GP                                       | 14                | 0                 | 0                 | 1                 | 2                 | 78                | 5.º               |
| 2012      | Fórmula Renault 2.0 NEC                                | R-ace GP                                       | 11                | 1                 | 1                 | 2                 | 4                 | 166               | 10.º              |
| 2013      | Eurocopa de Fórmula Renault 2.0                        | Koiranen GP                                    | 14                | 2                 | 1                 | 2                 | 5                 | 113               | 5.º               |
| 2013      | Fórmula Renault 2.0 Alpes                              | Koiranen GP                                    | 6                 | 0                 | 0                 | 0                 | 2                 | 68                | 8.º               |
| 2014      | Eurocopa de Fórmula Renault 2.0                        | Koiranen GP                                    | 14                | 5                 | 6                 | 5                 | 10                | 254               | 1.º               |
| 2014      | Fórmula Renault 2.0 Alpes                              | Koiranen GP                                    | 14                | 9                 | 9                 | 10                | 12                | 300               | 1.º               |
| 2015      | Fórmula Renault 3.5                                    | DAMS                                           | 17                | 1                 | 1                 | 1                 | 6                 | 160               | 3.º               |
| 2016      | GP3 Series                                             | ART Grand Prix                                 | 18                | 2                 | 1                 | 1                 | 5                 | 133               | 6.º               |
| 2017      | Campeonato de Fórmula 2 de la FIA                      | Rapax                                          | 13                | 1                 | 0                 | 0                 | 4                 | 114               | 7.º               |
| 2017      | Campeonato de Fórmula 2 de la FIA                      | Racing Engineering                             | 8                 | 0                 | 0                 | 2                 | 1                 | 114               | 7.º               |
| 2018      | Campeonato de Fórmula 2 de la FIA                      | PERTAMINA PREMA Theodore Racing                | 24                | 3                 | 2                 | 6                 | 6                 | 202               | 4.º               |
| 2018-19   | Campeonato Mundial de Resistencia de la FIA - LMP2     | Racing Team Nederland                          | 6                 | 0                 | 0                 | 2                 | 0                 | 64                | 9.º               |
| 2019      | Campeonato de Fórmula 2 de la FIA                      | ART Grand Prix                                 | 24                | 4                 | 5                 | 3                 | 12                | 266               | 1.º               |
| 2019-20   | Campeonato Mundial de Resistencia de la FIA - LMP2     | Racing Team Nederland                          | 6                 | 1                 | 0                 | 2                 | 2                 | 99                | 10.º              |
| 2019-20   | Fórmula E                                              | Mercedes-Benz EQ Formula E Team                | 11                | 0                 | 0                 | 0                 | 1                 | 60                | 11.º              |
| 2020      | European Le Mans Series - LMP2                         | G-Drive Racing                                 | 3                 | 1                 | 0                 | 2                 | 2                 | 43                | 5.º               |
| 2020      | Fórmula 1                                              | Mercedes-AMG Petronas Formula One Team         | Piloto de pruebas | Piloto de pruebas | Piloto de pruebas | Piloto de pruebas | Piloto de pruebas | Piloto de pruebas | Piloto de pruebas |
| 2020-21   | Fórmula E                                              | Mercedes-EQ Formula E Team                     | 15                | 2                 | 1                 | 1                 | 4                 | 99                | 1.º               |
| 2021      | European Le Mans Series - LMP2                         | G-Drive Racing                                 | 5                 | 1                 | 2                 | 0                 | 2                 | 67                | 5.º               |
| 2021      | Campeonato Mundial de Resistencia de la FIA - LMP2     | G-Drive Racing                                 | 1                 | 0                 | 0                 | 0                 | 0                 | 0                 | NC†               |
| 2021      | Campeonato Mundial de Resistencia de la FIA - LMP2     | Racing Team Nederland                          | 1                 | 0                 | 0                 | 0                 | 1                 | 15                | 19.º              |
| 2021      | Fórmula 1                                              | Mercedes-AMG Petronas Formula One Team         | Piloto de pruebas | Piloto de pruebas | Piloto de pruebas | Piloto de pruebas | Piloto de pruebas | Piloto de pruebas | Piloto de pruebas |
| 2021-22   | Fórmula E                                              | Mercedes-EQ Formula E Team                     | 16                | 2                 | 1                 | 1                 | 3                 | 106               | 9.º               |
| 2022      | Fórmula 1                                              | Williams Racing                                | 1                 | 0                 | 0                 | 0                 | 0                 | 2                 | 21.º              |
| 2022      | Fórmula 1                                              | Mercedes-AMG Petronas Formula One Team         | Piloto de pruebas | Piloto de pruebas | Piloto de pruebas | Piloto de pruebas | Piloto de pruebas | Piloto de pruebas | Piloto de pruebas |
| 2022      | Fórmula 1                                              | Aston Martin Aramco Cognizant Formula One Team | Piloto de pruebas | Piloto de pruebas | Piloto de pruebas | Piloto de pruebas | Piloto de pruebas | Piloto de pruebas | Piloto de pruebas |
| 2022      | Fórmula 1                                              | Scuderia AlphaTauri                            | Piloto de pruebas | Piloto de pruebas | Piloto de pruebas | Piloto de pruebas | Piloto de pruebas | Piloto de pruebas | Piloto de pruebas |
| 2022      | 24 Horas de Le Mans - LMP2                             | TDS Racing x Vaillante                         | 1                 | 0                 | 0                 | 0                 | 0                 | N/A               | 4.º               |
| 2023      | Fórmula 1                                              | Scuderia AlphaTauri                            | 10                | 0                 | 0                 | 0                 | 0                 | 0                 | 22.º              |
| 2023-24   | Fórmula E                                              | Mahindra Racing                                | 14                | 0                 | 0                 | 1                 | 0                 | 18                | 18.º              |
| 2024      | Campeonato Mundial de Resistencia de la FIA - Hypercar | Toyota Gazoo Racing                            | 8                 | 1                 | 1                 | 0                 | 3                 | 113               | 3.º               |
| 2024      | Campeonato de Super Fórmula Japonesa                   | Itochu Enex Team Impul                         | 3                 | 0                 | 0                 | 0                 | 0                 | 0                 | 18.º              |
| 2024-25   | Fórmula E                                              | Mahindra Racing                                | Disputándose      | Disputándose      | Disputándose      | Disputándose      | Disputándose      | Disputándose      | Disputándose      |
| 2025      | Campeonato Mundial de Resistencia de la FIA - Hypercar | Toyota Gazoo Racing                            | Disputándose      | Disputándose      | Disputándose      | Disputándose      | Disputándose      | Disputándose      | Disputándose      |
| Fuente:   |                                                        |                                                |                   |                   |                   |                   |                   |                   |                   |

- † De Vries fue piloto invitado, por lo tanto no fue apto para sumar puntos.

## Resultados

### Fórmula Renault 3.5
(Clave) (negrita indica pole position) (cursiva indica vuelta rápida)

| Año     | Escudería | 1       | 2     | 3        | 4       | 5     | 6        | 7       | 8       | 9       | 10      | 11        | 12      | 13      | 14      | 15       | 16      | 17      | Pos. | Puntos |
| ------- | --------- | ------- | ----- | -------- | ------- | ----- | -------- | ------- | ------- | ------- | ------- | --------- | ------- | ------- | ------- | -------- | ------- | ------- | ---- | ------ |
| 2015    | DAMS      | ALC 1 7 | ALC 2 | MON 1 11 | SPA 1 9 | SPA 2 | HUN 1 11 | HUN 2 9 | RBR 1 3 | RBR 2 5 | SIL 1 4 | SIL 2 Ret | NÜR 1 2 | NÜR 2 3 | BUG 1 7 | BUG 2 10 | JER 1 4 | JER 2 1 | 3.º  | 160    |
| Fuente: |           |         |       |          |         |       |          |         |         |         |         |           |         |         |         |          |         |         |      |        |

### GP3 Series
(Clave) (negrita indica pole position) (cursiva indica vuelta rápida puntuable)

| Año  | Escudería      | 1   | 1   | 2   | 2   | 3   | 3   | 4   | 4   | 5   | 5   | 6   | 6   | 7   | 7   | 8   | 8   | 9   | 9   | Pos. | Puntos | Ref.    |
| ---- | -------------- | --- | --- | --- | --- | --- | --- | --- | --- | --- | --- | --- | --- | --- | --- | --- | --- | --- | --- | ---- | ------ | ------- |
| 2016 | ART Grand Prix | BAR | BAR | SPI | SPI | SIL | SIL | BUD | BUD | HOC | HOC | SPA | SPA | MNZ | MNZ | KUA | KUA | YMC | YMC | 6.º  | 133    | [ 117 ] |
| 2016 | ART Grand Prix | 9   | 5   | 3   | 4   | 5   | 8   | 20  | 13  | 2   | 8   | 3   | 8   | 7   | 1   | 13  | 6   | 1   | 11  | 6.º  | 133    | [ 117 ] |

### Campeonato de Fórmula 2 de la FIA
(Clave) (negrita indica pole position) (cursiva indica vuelta rápida puntuable)

| Año  | Escudería                       | 1   | 1   | 2   | 2   | 3   | 3   | 4   | 4   | 5   | 5   | 6   | 6   | 7   | 7   | 8   | 8   | 9   | 9   | 10  | 10  | 11  | 11  | 12  | 12  | Pos. | Puntos | Ref.   |
| ---- | ------------------------------- | --- | --- | --- | --- | --- | --- | --- | --- | --- | --- | --- | --- | --- | --- | --- | --- | --- | --- | --- | --- | --- | --- | --- | --- | ---- | ------ | ------ |
| 2017 |                                 | SAK | SAK | BAR | BAR | MON | MON | BAK | BAK | SPI | SPI | SIL | SIL | BUD | BUD | SPA | SPA | MNZ | MNZ | JER | JER | YMC | YMC |     |     | 7.º  | 114    | [ 22 ] |
| 2017 | Rapax                           | 10  | 6   | 10  | Ret | 7   | 1   | 2   | Ret | 13  | 16† | DNS | 7   | 3   | 3   |     |     |     |     |     |     |     |     |     |     | 7.º  | 114    | [ 22 ] |
| 2017 | Racing Engineering              |     |     |     |     |     |     |     |     |     |     |     |     |     |     | 5   | 2   | 18  | 12  | 13  | 6   | 4   | 9   |     |     | 7.º  | 114    | [ 22 ] |
| 2018 | PERTAMINA PREMA Theodore Racing | SAK | SAK | BAK | BAK | BAR | BAR | MON | MON | LEC | LEC | SPI | SPI | SIL | SIL | BUD | BUD | SPA | SPA | MNZ | MNZ | SOC | SOC | YMC | YMC | 4.º  | 202    | [ 26 ] |
| 2018 | PERTAMINA PREMA Theodore Racing | 6   | 5   | Ret | 2   | 2   | Ret | Ret | 9   | 5   | 1   | Ret | 14  | 7   | 6   | 1   | 7   | 1   | 4   | 9   | 17  | 3   | 4   | 4   | 5   | 4.º  | 202    | [ 26 ] |
| 2019 | ART Grand Prix                  | SAK | SAK | BAK | BAK | BAR | BAR | MON | MON | LEC | LEC | SPI | SPI | SIL | SIL | BUD | BUD | SPA | SPA | MNZ | MNZ | SOC | SOC | YMC | YMC | 1.º  | 266    | [ 47 ] |
| 2019 | ART Grand Prix                  | 6   | 7   | 2   | 4   | 5   | 1   | 1   | 7   | 1   | 10  | 3   | 3   | 6   | 3   | 2   | 6   | C   | C   | 3   | 3   | 1   | 2   | 13  | 13  | 1.º  | 266    | [ 47 ] |

### Campeonato Mundial de Resistencia de la FIA
(Clave) (negrita indica pole position) (cursiva indica vuelta rápida)

| Año     | Escudería             | Clase    | Automóvil           | 1   | 2   | 3   | 4   | 5   | 6   | 7   | 8   | Pos. | Puntos | Ref.    |
| ------- | --------------------- | -------- | ------------------- | --- | --- | --- | --- | --- | --- | --- | --- | ---- | ------ | ------- |
| 2018-19 | Racing Team Nederland | LMP2     | Dallara P217-Gibson | SPA | LMS | SIL | FUJ | SHA | SEB | SPA | LMS | 9.º  | 64     | [ 118 ] |
| 2018-19 | Racing Team Nederland | LMP2     | Dallara P217-Gibson |     |     | 5   | 7   | 5   | 5   | 5   | 5   | 9.º  | 64     | [ 118 ] |
| 2019-20 | Racing Team Nederland | LMP2     | Oreca 07-Gibson     | SIL | FUJ | SHA | BHR | COA | SPA | LMS | BHR | 10.º | 99     | [ 119 ] |
| 2019-20 | Racing Team Nederland | LMP2     | Oreca 07-Gibson     |     | 1   | 5   | 5   | 5   |     | 6   | 3   | 10.º | 99     | [ 119 ] |
| 2021    |                       | LMP2     |                     | SPA | POR | MNZ | LMS | BHR | BHR |     |     |      |        | [ 120 ] |
| 2021    | G-Drive Racing        | LMP2     | Aurus 01-Gibson     | Ret |     |     |     |     |     |     |     | NC†  | 0†     | [ 120 ] |
| 2021    | Racing Team Nederland | LMP2     | Oreca 07-Gibson     |     |     | 3   |     |     |     |     |     | 19.º | 15     | [ 120 ] |
| 2024    | Toyota Gazoo Racing   | Hypercar | Toyota GR010 Hybrid | QAT | IMO | SPA | LMS | SÃO | COA | FUJ | BHR | 3.º  | 113    | [ 121 ] |
| 2024    | Toyota Gazoo Racing   | Hypercar | Toyota GR010 Hybrid | 5   | 1   | 7   | 2   | 4   | 2   | Ret | Ret | 3.º  | 113    | [ 121 ] |
| 2025*   | Toyota Gazoo Racing   | Hypercar | Toyota GR010 Hybrid | QAT | IMO | SPA | LMS | SÃO | COA | FUJ | BHR | 6.º  | 44     | [ 122 ] |
| 2025*   | Toyota Gazoo Racing   | Hypercar | Toyota GR010 Hybrid | 6   | 7   | 7   | 5   | 14  |     |     |     | 6.º  | 44     | [ 122 ] |

- † De Vries fue piloto invitado, por lo tanto no fue apto para sumar puntos.
- * Temporada en progreso.

### 24 Horas de Le Mans
| Año     | Equipo                 | Copilotos                          | Automóvil           | Clase    | Vueltas | Pos. | Pos. Clase |
| ------- | ---------------------- | ---------------------------------- | ------------------- | -------- | ------- | ---- | ---------- |
| 2019    | Racing Team Nederland  | Giedo van der Garde Frits van Eerd | Dallara P217-Gibson | LMP2     | 340     | 27.º | 15.º       |
| 2020    | Racing Team Nederland  | Giedo van der Garde Frits van Eerd | Oreca 07-Gibson     | LMP2     | 349     | 19.º | 15.º       |
| 2021    | G-Drive Racing         | Roman Rusinov Franco Colapinto     | Aurus 01-Gibson     | LMP2     | 358     | 12.º | 7.º        |
| 2022    | TDS Racing x Vaillante | Mathias Beche Tijmen van der Helm  | Oreca 07-Gibson     | LMP2     | 368     | 8.º  | 4.º        |
| 2024    | Toyota Gazoo Racing    | José María López Kamui Kobayashi   | Toyota GR010 Hybrid | Hypercar | 311     | 2.º  | 2.º        |
| 2025    | Toyota Gazoo Racing    | Mike Conway Kamui Kobayashi        | Toyota GR010 Hybrid | Hypercar | 386     | 5.º  | 5.º        |
| Fuente: |                        |                                    |                     |          |         |      |            |

### Fórmula E
(Clave) (negrita indica pole position) (cursiva indica vuelta rápida puntuable)
| Año     | Escudería                       | 1      | 2      | 3       | 4       | 5       | 6      | 7       | 8      | 9       | 10     | 11     | 12      | 13     | 14      | 15      | 16      | Pos. | Puntos | Ref.    |
| ------- | ------------------------------- | ------ | ------ | ------- | ------- | ------- | ------ | ------- | ------ | ------- | ------ | ------ | ------- | ------ | ------- | ------- | ------- | ---- | ------ | ------- |
| 2019-20 | Mercedes-Benz EQ Formula E Team | DIR 6  | DIR 16 | SAN 5   | MEX Ret | MAR 11  | BER 4  | BER Ret | BER 18 | BER 4   | BER 14 | BER 2  |         |        |         |         |         | 11.º | 60     | [ 68 ]  |
| 2020-21 | Mercedes-EQ Formula E Team      | DIR 1  | DIR 9  | ROM Ret | ROM Ret | VAL 1   | VAL 16 | MON Ret | PUE 9  | PUE Ret | NYC 13 | NYC 18 | LON 2   | LON 2  | BER 22  | BER 8   |         | 1.º  | 99     | [ 124 ] |
| 2021-22 | Mercedes-EQ Formula E Team      | DIR 1  | DIR 10 | MEX 6   | ROM Ret | ROM 14  | MON 10 | BER 10  | BER 1  | YAK Ret | MAR 6  | NYC 8  | NYC 7   | LON 6  | LON 3   | SEÚ Ret | SEÚ Ret | 9.º  | 106    | [ 125 ] |
| 2023-24 | Mahindra Racing                 | MEX 15 | DIR 17 | DIR 15  | SÃO 14  | TOK Ret | MIS 14 | MIS 15  | MON 12 | BER     | BER    | SHA 7  | SHA 16  | PRT 12 | PRT Ret | LON 4   | LON 16  | 18.º | 18     | [ 82 ]  |
| 2024-25 | Mahindra Racing                 | SÃO 6  | MEX 8  | YED 4   | YED 13  | MIA 11  | MON 2  | MON 5   | TOK 11 | TOK 15  | SHA 8  | SHA 12 | YAK Ret | BER    | BER     | LON 2   | LON 2   | 8.º  | 92     | [ 126 ] |

### European Le Mans Series
(Clave) (negrita indica pole position) (cursiva indica vuelta rápida)

| Año  | Escudería      | Clase | Automóvil       | 1   | 2   | 3   | 4   | 5   | 6   | Pos. | Puntos | Ref.    |
| ---- | -------------- | ----- | --------------- | --- | --- | --- | --- | --- | --- | ---- | ------ | ------- |
| 2020 | G-Drive Racing | LMP2  | Aurus 01-Gibson | LEC | SPA | LEC | MNZ | POR |     | 5.º  | 43     | [ 127 ] |
| 2020 | G-Drive Racing | LMP2  | Aurus 01-Gibson | 2   |     |     | Ret | 1   |     | 5.º  | 43     | [ 127 ] |
| 2021 | G-Drive Racing | LMP2  | Aurus 01-Gibson | BAR | SPI | LEC | MNZ | SPA | POR | 5.º  | 67     | [ 60 ]  |
| 2021 | G-Drive Racing | LMP2  | Aurus 01-Gibson | 4   | 2   | 1   |     | NC  | 5   | 5.º  | 67     | [ 60 ]  |

### Fórmula 1
(Clave) (negrita indica pole position) (cursiva indica vuelta rápida)

| Año     | Escudería                                      | 1      | 2      | 3       | 4       | 5      | 6      | 7      | 8      | 9      | 10     | 11  | 12     | 13  | 14  | 15  | 16     | 17  | 18  | 19  | 20     | 21  | 22  | Pos. | Puntos |
| ------- | ---------------------------------------------- | ------ | ------ | ------- | ------- | ------ | ------ | ------ | ------ | ------ | ------ | --- | ------ | --- | --- | --- | ------ | --- | --- | --- | ------ | --- | --- | ---- | ------ |
| 2022    | Williams Racing                                | BHR    | ARA    | AUS     | EMI     | MIA    | ESP TD | MON    | AZE    | CAN    | GBR    | AUT |        |     |     |     | ITA 9  | SIN | JPN | USA |        |     |     | 21.º | 2      |
| 2022    | Mercedes-AMG Petronas Formula One Team         |        |        |         |         |        |        |        |        |        |        |     | FRA TD | HUN | BEL | NED |        |     |     |     | MEX TD | SÃO | ABU | 21.º | 2      |
| 2022    | Aston Martin Aramco Cognizant Formula One Team |        |        |         |         |        |        |        |        |        |        |     |        |     |     |     | ITA TD |     |     |     |        |     |     | 21.º | 2      |
| 2023    | Scuderia AlphaTauri                            | BHR 14 | ARA 14 | AUS 15† | AZE Ret | MIA 18 | MON 12 | ESP 14 | CAN 18 | AUT 17 | GBR 17 | HUN | BEL    | NED | ITA | SIN | JPN    | QAT | USA | MEX | SÃO    | LVG | ABU | 22.º | 0      |
| Fuente: |                                                |        |        |         |         |        |        |        |        |        |        |     |        |     |     |     |        |     |     |     |        |     |     |      |        |

### Campeonato de Super Fórmula Japonesa
(Clave) (negrita indica pole position) (cursiva indica vuelta rápida)

| Año     | Escudería              | 1   | 2   | 3   | 4   | 5      | 6      | 7      | 8   | 9   | Pos. | Puntos |
| ------- | ---------------------- | --- | --- | --- | --- | ------ | ------ | ------ | --- | --- | ---- | ------ |
| 2024    | Itochu Enex Team Impul | SUZ | AUT | SUG | FUJ | MOT 13 | FUJ 11 | FUJ 11 | SUZ | SUZ | 18.º | 0      |
| Fuente: |                        |     |     |     |     |        |        |        |     |     |      |        |

### Citas
1. ↑  Bos, Gerard (16 de mayo de 2022). «Nyck de Vries uit Uitwellingerga krijgt officiële F1-debuut in vrije training bij Williams: nu het stoeltje nog en de cirkel is rond». LC.nl (en neerlandés). Consultado el 10 de junio de 2022.
2. ↑  «Best of Prema - 2018». Prema Powerteam en YouTube (en inglés). 31 de diciembre de 2018. Consultado el 22 de julio de 2022.
3. 1 2 3 4 5 6 7  «Nyck de Vries | Racing career profile | Driver Database». Driver Database (en inglés). Consultado el 31 de marzo de 2019.
4. ↑  «Nyck de Vries». Mercedes-AMG F1 (en inglés). Consultado el 15 de diciembre de 2021.
5. ↑  «Jolyon Palmer habla del impresionante debut de Nyck de Vries en F1». F1 Al Día. 21 de septiembre de 2022. Consultado el 8 de octubre de 2022.
6. ↑  Civera, Elia (8 de octubre de 2022). «OFICIAL: De Vries firma con AlphaTauri para debutar en F1 en 2023». SoyMotor.com. Consultado el 8 de octubre de 2022.
7. ↑  «Nyck De Vries And Edoardo Mortara Join Mahindra Racing On Multi-Year Deals». Fórmula E (en inglés). 26 de septiembre de 2023. Consultado el 27 de septiembre de 2023.
8. ↑  «Formula Renault 2.0 NEC 2012 standings | Driver Database». Driver Database (en inglés). Consultado el 30 de abril de 2019.
9. ↑  «Formula Renault 2.0 Eurocup 2012 standings | Driver Database». Driver Database (en inglés). Consultado el 30 de abril de 2019.
10. ↑  «Formula Renault 2.0 Eurocup 2013 standings | Driver Database». Driver Database (en inglés). Consultado el 30 de abril de 2019.
11. ↑  «Formula Renault 2.0 Alps 2013 standings | Driver Database». Driver Database (en inglés). Consultado el 30 de abril de 2019.
12. ↑  «Formula Renault 2.0 Eurocup 2014 standings | Driver Database». Driver Database (en inglés). Consultado el 30 de abril de 2019.
13. ↑  «Formula Renault 2.0 Alps 2014 standings | Driver Database». Driver Database (en inglés). Consultado el 30 de abril de 2019.
14. 1 2  «2015 World Series by Renault | Motor Sport Magazine Database». Motor Sport Magazine. Archivado desde el original el 30 de abril de 2019. Consultado el 30 de abril de 2019.
15. ↑  Allen, Peter (24 de febrero de 2016). «Nyck de Vries gets ART GP3 drive for 2016». FormulaScout.com (en inglés). Consultado el 30 de abril de 2019.
16. ↑  «2016 GP3 Series | Motor Sport Magazine Database». Motor Sport Magazine (en inglés). Consultado el 30 de abril de 2019.
17. ↑  «Cecotto y De Vries serán los pilotos de Rapax para el 2017 de la Formula 2». MotorLat.com. 11 de marzo de 2017. Consultado el 30 de abril de 2019.
18. ↑  Khorounzhy, Valentin (27 de mayo de 2017). «De Vries consigue su primera victoria en un doblete de Rapax». lat.motorsport.com. Consultado el 30 de abril de 2019.
19. ↑  «F2 - Leclerc dominates Baku feature race». Federación Internacional del Automóvil (en inglés). 24 de junio de 2017. Consultado el 30 de abril de 2019. «Charles Leclerc showed his rivals a clean pair of heels in this morning’s FIA Formula 2 Championship feature race at the Baku City Circuit, easily controlling the race for a lights to flag victory, his second in a feature race and third overall, ahead of Nyck De Vries and Nicholas Latifi.»
20. ↑  Viñals, Arnau (23 de agosto de 2017). «Cambios en la F2 entre Rapax y Racing Engineering». FormulaRapida.net. Consultado el 30 de abril de 2019.
21. ↑  Cadenas, Toni (27 de agosto de 2017). «Sette Camara se lleva la victoria en la Fórmula 2 en Spa». lat.motorsport.com. Consultado el 30 de abril de 2019. «El brasileño vence en la carrera del domingo en Bélgica. Segundo fue De Vries y tercero Luca Ghiotto.»
22. 1 2  «Driver Standings 2017». Fórmula 2 (en inglés). Formula Motorsport Limited. Archivado desde el original el 17 de mayo de 2019. Consultado el 1 de marzo de 2019.
23. ↑  Vázquez, Ana (27 de noviembre de 2017). «Nyck de Vries, piloto de Prema para la temporada 2018 de F2». SoyMotor.com. Consultado el 30 de abril de 2019.
24. ↑  Abad, Víctor (29 de abril de 2018). «George Russell remonta y arrasa en la carrera larga; Merhi, 8º». Motor.es. Consultado el 30 de abril de 2019. «Sérgio Sette Câmara, segundo clasificado en la carrera, ha sido descalificado por la organización al quedarse sin gasolina al final de la prueba, fallando así en el test post-carrera al no poder facilitar el mínimo de gasolina requerido por la FIA. De esta forma, Nyck de Vries pasa al segundo escalón del podio y el canadiense Nicholas Latifi obtiene la tercera posición.»
25. ↑  Barazal, Carlos (24 de agosto de 2018). «De Vries sorprende a Russell y se lleva su primera pole en la F2». es.motorsport.com. Consultado el 30 de abril de 2019.
26. 1 2  «Driver Standings 2018». Fórmula 2 (en inglés). Formula Motorsport Limited. Consultado el 1 de marzo de 2019.
27. ↑  «Nyck de Vries completes ART Grand Prix 2019 line-up». Fórmula 2 (en inglés). Formula Motorsport Limited. 28 de noviembre de 2018. Consultado el 30 de abril de 2019.
28. ↑  Muñoz, Jesús (27 de abril de 2019). «Aitken entrega a Campos Racing su primera victoria del año». SoyMotor.com. Consultado el 30 de abril de 2019. «Nyck de Vries ha aguantado cómodamente en la segunda posición, pero Nicholas Latifi no ha podido hacer lo mismo con la tercera, pues Jordan King ha realizado una espectacular maniobra sobre el canadiense –por fuera en la curva tres– para subir al podio.»
29. ↑  Calavia, Chemi (30 de abril de 2019). «Nyck de Vries ya no trabaja en el simulador de McLaren». SoyMotor.com. Consultado el 24 de junio de 2019.
30. ↑  Muñoz, Jesús (12 de mayo de 2019). «De Vries firma su primera victoria del año en España». SoyMotor.com. Consultado el 12 de mayo de 2019.
31. ↑  «De Vries score pole in Monaco». Fórmula 2 (en inglés). Formula Motorsport Limited. 23 de mayo de 2019. Archivado desde el original el 23 de mayo de 2019. Consultado el 25 de mayo de 2019.
32. ↑  Muñoz, Jesús (24 de mayo de 2019). «De Vries esquiva atascos para ganar en Mónaco». SoyMotor.com. Consultado el 25 de mayo de 2019.
33. ↑  Muñoz, Jesús (25 de mayo de 2019). «Hubert consigue en Mónaco su primera victoria de Fórmula 2». SoyMotor.com. Consultado el 25 de mayo de 2019. «Sérgio Sette Câmara ha defendido con uñas y dientes la sexta plaza y Nyck de Vries ha cruzado la línea de meta en el séptimo lugar, por lo que escala hasta el liderato del campeonato gracias al nefasto fin de semana de Nicholas Latifi décimo hoy.»
34. ↑  Jiménez Tardós, Miguel (22 de junio de 2019). «Nyck De Vries gana la primera carrera de Francia y se coloca líder del mundial». MomentoGP. Consultado el 24 de junio de 2019.
35. ↑  Barazal, Carlos (23 de junio de 2019). «Hubert se luce con una victoria en casa en la F2». es.motorsport.com. Consultado el 24 de junio de 2019. «Ilott era 8º por delante de Matsushita y 10º De Vries, que estuvo muy gris.»
36. ↑  Muñoz, Jesús (28 de junio de 2019). «De Vries coge ritmo con una nueva Pole en Austria». SoyMotor.com. Consultado el 30 de junio de 2019.
37. ↑  «Sette Camara gana la segunda carrera de F2 en Austria». Mundo Deportivo. 30 de junio de 2019. Consultado el 30 de junio de 2019. «De Vries, que este domingo sumó dos puntos más gracias a la vuelta rápida y que el sábado también acabó tercero».
38. ↑  Muñoz, Jesús (14 de julio de 2019). «Aitken vuelve a 'regalar' una victoria a Campos Racing». SoyMotor.com. Consultado el 14 de julio de 2019. «Nyck de Vries, tercero, aumenta distancias con Nicholas Latifi y Luca Ghiotto».
39. ↑  «Schumacher gana por primera vez en Fórmula 2». lat.motorsport.com. Consultado el 4 de agosto de 2019.
40. ↑  Barazal, Carlos (30 de agosto de 2019). «De Vries logra la pole en Spa para la F2». lat.motorsport.com. Consultado el 31 de agosto de 2019.
41. ↑  Canseco, Marco (31 de agosto de 2019). «Muere el piloto francés Anthoine Hubert en un terrible accidente en la Fórmula 2». Marca. Consultado el 31 de agosto de 2019.
42. ↑  Muñoz, Jesús (8 de septiembre de 2019). «Aitken y Campos Racing logran su tercera victoria en Monza». SoyMotor.com. Consultado el 8 de septiembre de 2019.
43. ↑  Marchi, Fabio (28 de septiembre de 2019). «Nyck de Vries, campeón de la Fórmula 2 en Rusia». Mundo Deportivo. Consultado el 29 de septiembre de 2019.
44. ↑  Barazal, Carlos (29 de septiembre de 2019). «Luca Ghiotto vence en una carrera con susto». es.motorsport.com. Consultado el 29 de septiembre de 2019. «De Vries sellaba el campeonato con la segunda posición y Callum Ilott completaba el podio de una acortada carrera.»
45. ↑  Muñoz, Jesús (30 de noviembre de 2019). «Sette Câmara mima sus gomas para ganar en Abu Dabi». SoyMotor.com. Consultado el 1 de diciembre de 2019. «Nyck de Vries, el campeón, ha tenido que conformarse con la decimotercera plaza.»
46. ↑  «Ghiotto se anotó la última carrera de la F2, campeonato que ganó De Vries». La Vanguardia. 1 de diciembre de 2019. Consultado el 1 de diciembre de 2019. «De Vries, que no puntuó este domingo, ganó el campeonato con 266 puntos, 54 más que Latifi. Ghiotto acabó tercero, con 207, tres más que el brasileño Sette Camara.»
47. 1 2  «Driver Standings 2019». Fórmula 2 (en inglés). Formula Motorsport Limited. Archivado desde el original el 4 de agosto de 2019. Consultado el 29 de septiembre de 2019.
48. ↑  «Nyck de Vries - FIA World Endurance Championship». Campeonato Mundial de Resistencia de la FIA (en inglés). Consultado el 30 de abril de 2019.
49. ↑  Sancho, Fernando (9 de julio de 2020). «Job van Uitert sustituirá a Nyck de Vries en Racing Team Nederland en Spa». Motor.es. Consultado el 6 de agosto de 2020.
50. ↑  «TOYOTA GAZOO RACING WELCOMES NYCK DE VRIES». Toyota Gazoo Racing Europe GmbH (en inglés). 6 de julio de 2020. Consultado el 15 de diciembre de 2021.
51. ↑  Raymond Blancafort (20 de noviembre de 2023). «Toyota apuesta por Nyck de Vries para mantener su dominio en el WEC». SoyMotor.com. Consultado el 20 de noviembre de 2023.
52. ↑  «Toyota lo vuelve a hacer: resucita y frustra a Ferrari en la locura de Imola». Marca. 21 de abril de 2024. Consultado el 24 de julio de 2024.
53. ↑  «Ferrari win back-to-back Le Mans 24 Hours after intense battle with Toyota». The Guardian (en inglés). 16 de junio de 2024. Consultado el 24 de julio de 2024.
54. ↑  Klein, Jamie (30 de junio de 2020). «G-Drive adds de Vries to 2020 ELMS line-up». motorsport.com (en inglés). Consultado el 6 de agosto de 2020.
55. ↑  «G-DRIVE RACING TAKE LMP2 VICTORY IN PORTUGAL». European Le Mans Series (en inglés). 1 de noviembre de 2020. Consultado el 1 de noviembre de 2020.
56. ↑  «2020 LMP2 DRIVERS CLASSIFICATION». European Le Mans Series (en inglés). Consultado el 1 de noviembre de 2020.
57. ↑  «De Vries & Colapinto Join Rusinov At G-Drive For 2021 ELMS & Le Mans». DailySportsCar.com (en inglés). 23 de marzo de 2021. Archivado desde el original el 23 de marzo de 2021. Consultado el 6 de junio de 2021.
58. ↑  «4H Le Castellet, Qualifs : Nyck de Vries et G-Drive Racing en pole position». Endurance-Info.com (en francés). 5 de junio de 2021. Archivado desde el original el 5 de junio de 2021. Consultado el 6 de junio de 2021.
59. ↑  «G-DRIVE RACING TAKE FIRST WIN OF 2021 AT LE CASTELLET». European Le Mans Series (en inglés). 6 de junio de 2021. Consultado el 6 de junio de 2021.
60. 1 2  «2021 ELMS Presentation - ELMS». European Le Mans Series (en inglés). Consultado el 20 de abril de 2021.
61. ↑  Kalinauckas, Alex (11 de septiembre de 2019). «Mercedes, con Vandoorne y De Vries en la Fórmula E 2019/20». es.motorsport.com. Consultado el 12 de septiembre de 2019.
62. ↑  Sancho, Fernando (11 de septiembre de 2019). «Mercedes presenta su Fórmula E, Vandoorne y De Vries serán sus pilotos». Motor.es. Consultado el 12 de septiembre de 2019.
63. ↑  Sancho, Fernando (18 de enero de 2020). «Maximilian Günther gana el Prix de Santiago de Chile de forma brillante». Motor.es. Consultado el 19 de enero de 2020. «Por su parte, Mitch Evans se hacía con la tercera posición, si bien cruzaba la meta por detrás de Nyck De Vries. No obstante, el de Mercedes caía hasta el quinto puesto como consecuencia de la sanción de cinco segundos que tenía, dejando cuarto a Pascal Wehrlein.»
64. ↑  Durán, David (16 de febrero de 2020). «Mitch Evans le da a Jaguar la victoria en el ePrix de México 2020». HibridosYElectricos.com. Consultado el 16 de febrero de 2020. «Los dos holandeses chocaron, con Frijns pudiendo volver perdiendo muchos puestos y de Vries quedando fuera de combate.»
65. ↑  Slafer, Tomás (6 de agosto de 2020). «Da Costa no tiene rival en Berlín y ya roza el título». SoyMotor.com. Consultado el 6 de agosto de 2020. «Lucas di Grassi –tras una épica remontada ayer hast a los puntos– se intento hacer un hueco en el podio junto a Buemi, sobre todo cuando a falta de 26 minutos para el final, un fallo mecánico dejó KO a De Vries.»
66. ↑  Sancho, Fernando (9 de agosto de 2020). «António Félix Da Costa, nuevo campeón de la Fórmula E tras reinar en Berlín». Motor.es. Consultado el 9 de agosto de 2020.
67. ↑  Kew, Matt (13 de agosto de 2020). «Vandoorne vence en Berlín en un 1-2 de Mercedes». lat.motorsport.com. Consultado el 13 de agosto de 2020.
68. 1 2  «Driver Standings 2019-20 | FIA Formula E». Fórmula E (en inglés). Consultado el 22 de noviembre de 2019.
69. ↑  de Celis, José Carlos (29 de octubre de 2020). «Mercedes vuelve al plateado para la Fórmula E para 2021». lat.motorsport.com. Motorsport Network. Consultado el 31 de octubre de 2020.
70. ↑  Rodríguez, Jaime (26 de febrero de 2021). «Nyck de Vries gana el accidento Gran Premio de Diriyah». TheBestF1.com. Consultado el 26 de febrero de 2021.
71. ↑  Naranjo, Enrique (27 de febrero de 2021). «Sam Bird gana en Diriyah... y sube la tensión en DS». Marca. Consultado el 27 de febrero de 2021.
72. ↑  Naranjo, Enrique (24 de abril de 2021). «Nick De Vries gana la carrera más loca en la historia de la Fórmula E». Marca. Consultado el 24 de abril de 2021.
73. ↑  «Lynn logra en Londres su primera victoria y De Vries se pone líder». Sport.es. 25 de julio de 2021. Consultado el 25 de julio de 2021.
74. ↑  «Nyck de Vries gana el Mundial de Fórmula E». Mundo Deportivo. 15 de agosto de 2021. Consultado el 15 de agosto de 2021.
75. ↑  Kew, Matt (28 de noviembre de 2021). «Mercedes desvela los colores para su última campaña en la Fórmula E». lat.motorsport.com. Motorsport Network. Consultado el 28 de enero de 2022.
76. ↑  «De Vries gana en Ad Diriyah y encabeza el doblete Mercedes». As. 28 de enero de 2022. Consultado el 28 de enero de 2022.
77. ↑  «Fórmula E: Mortara y De Vries, los ganadores del ePrix de Berlín 2022». Autocosmos. 16 de mayo de 2022. Consultado el 19 de mayo de 2022.
78. ↑  Iriondo, Emiliano (31 de julio de 2022). «Lucas Di Grassi se impuso en la segunda en Londres». Campeones. Consultado el 18 de agosto de 2022.
79. ↑  «Nyck de Vries sufre dramático accidente en Seúl y el Halo le salva la vida». Marca. 13 de agosto de 2022. Consultado el 18 de agosto de 2022.
80. ↑  «ABB Formula E FIA World Championship 2022 standings | Driver Database». Driver Database (en inglés). Consultado el 18 de agosto de 2022.
81. ↑  «Mahindra da un salto de gigante en la Fórmula E con los fichajes de Edo Mortara y Nyck de Vries». Motor.es. 27 de septiembre de 2023. Consultado el 24 de julio de 2024.
82. 1 2  «Driver Standings 2023-24 | FIA Formula E». Fórmula E (en inglés). Consultado el 13 de enero de 2024.
83. ↑  «McLaren sign young karter Nyck de Vries». Fórmula 1 (en inglés). Formula One Administration Ltd. 21 de enero de 2010. Archivado desde el original el 6 de julio de 2010. Consultado el 15 de diciembre de 2020.
84. ↑  «PROFILE: NYCK DE VRIES». McLaren (en inglés). Consultado el 15 de diciembre de 2020.
85. ↑  Plaza, David (9 de diciembre de 2020). «Esta es la alineación de pilotos para el test de Abu Dhabi F1 2020». Motor.es. Consultado el 15 de diciembre de 2020.
86. ↑  de Celis, Jose Carlos (15 de diciembre de 2020). «Alonso es el más rápido en el test de la F1 en Abu Dhabi». lat.motorsport.com. Motorsport Network. Consultado el 15 de diciembre de 2020.
87. ↑  Smith, Luke (2 de marzo de 2021). «De Vries entra por Gutiérrez como reserva de Mercedes para la F1 2021». lat.motorsport.com. Motorsport Network. Consultado el 2 de marzo de 2021.
88. ↑  Noble, Jonathan (27 de julio de 2021). «¿De Vries? ¿Kvyat? Las opciones de Williams si Russell se va». lat.motorsport.com. Motorsport Network. Consultado el 12 de diciembre de 2021.
89. ↑  Muñoz, Martí (5 de septiembre de 2021). «Mercedes quiere tener a De Vries en la Fórmula 1 en 2022». SoyMotor.com. Consultado el 12 de diciembre de 2021.
90. ↑  Sáez, Juanjo (9 de septiembre de 2021). «Williams explica la razón por la que escogieron a Alex Albon y no a Nyck De Vries». Car and Driver. Consultado el 12 de diciembre de 2021.
91. ↑  Merino, Ángela (16 de noviembre de 2021). «¿Quién puede sustituir a Antonio Giovinazzi en Alfa Romeo?». SoyMotor.com. Consultado el 12 de diciembre de 2021.
92. ↑  Cooper, Adam (4 de septiembre de 2021). «Alfa Romeo no quiere a un novato de la F1 para la temporada 2022». lat.motorsport.com. Motorsport Network. Consultado el 12 de diciembre de 2021.
93. ↑  Plaza, David (8 de diciembre de 2021). «Estos son los pilotos confirmados para el test de F1 en Abu Dhabi». Motor.es. Consultado el 12 de diciembre de 2021.
94. ↑  «De Vries fastest for Mercedes on day one of post-season Abu Dhabi test». Fórmula 1 (en inglés). Formula One World Championship Limited. 14 de diciembre de 2021. Consultado el 15 de diciembre de 2021.
95. ↑  Woktaszczyk, Abert David (16 de mayo de 2022). «Nyck de Vries pilotará para Williams… Al menos en unos entrenamientos libres». Car and Driver. Consultado el 19 de mayo de 2022.
96. ↑  Viñas, María (20 de julio de 2022). «De Vries se sube al F1 de Hamilton». As. Consultado el 20 de julio de 2022.
97. ↑  Sancho, Fernando (6 de septiembre de 2022). «Nyck de Vries hará el FP1 de Monza con el Aston Martin de Sebastian Vettel». Motor.es. Consultado el 6 de septiembre de 2022.
98. ↑  Sanz, Miguel (10 de septiembre de 2022). «Entra Nyck de Vries por Albon, con apendicitis». Marca. Consultado el 10 de septiembre de 2022.
99. ↑  Saez de Asteasu, Gorka (10 de septiembre de 2022). «De Vries, 'veni, vidi, vici': primera clasificación, Q2 y delante de Latifi». SoyMotor.com. Consultado el 11 de septiembre de 2022.
100. ↑  Maldonado, Bernardo (11 de septiembre de 2022). «De Vries gana el "Piloto del Día" del GP de Italia F1». lat.motorsport.com. Motorsport Netowork. Consultado el 11 de septiembre de 2022.
101. ↑  Gutiérrez, Humberto (27 de octubre de 2022). «En México, Nyck de Vries completará las pruebas para novatos de Mercedes». Diario Motor. Consultado el 8 de noviembre de 2022.
102. ↑  «Oficial: Nyck de Vries, piloto de AlphaTauri para la F1 2023». es.motorsport.com. Consultado el 8 de octubre de 2022.
103. ↑  Dielhenn, James (22 de noviembre de 2022). «F1 Abu Dhabi test full schedule: Which drivers will debut for new teams?». Crash.net (en inglés). Consultado el 2 de diciembre de 2022.
104. ↑  «Ferrari lead the way with 1-2-3 in busy post-season Abu Dhabi test». Fórmula 1 (en inglés). Formula One World Championship Limited. 22 de noviembre de 2022. Consultado el 2 de diciembre de 2022.
105. ↑  «De Vries está despedido; llega Daniel Ricciardo». MARCA. 11 de julio de 2023. Consultado el 11 de julio de 2023.
106. ↑  «Marko issues further de Vries warning». RacingNews365 (en inglés). 25 de mayo de 2023. Consultado el 31 de julio de 2023.
107. ↑  «Helmut Marko rompe su silencio ante la salida de Nyck de Vries de AlphaTauri F1». Car and Driver. 12 de julio de 2023. Consultado el 31 de julio de 2023.
108. ↑  Wood, Ida (12 de julio de 2023). «Drivers question AlphaTauri’s “way too early” sacking of de Vries». RaceFans.net. Consultado el 31 de julio de 2023.
109. ↑  «Vettel: "El despido de De Vries en AlphaTauri F1 es duro y cruel"». es.motorsport.com. Motorsport Network. 16 de julio de 2023. Consultado el 31 de julio de 2023.
110. ↑  «De Vries and Vandoorne set for IndyCar test at Sebring». Autosport (en inglés). Motorsport Network. 18 de noviembre de 2021. Consultado el 12 de diciembre de 2021.
111. ↑  Fernández, Adrián (7 de diciembre de 2021). «Nyck de Vries comanda el 'test europeo' sobre Ilott, Vandoorne y Aitken». Motor.es. Consultado el 12 de diciembre de 2021.
112. ↑  Raymond Blancafort (7 de agosto de 2024). «Nyck de Vries disputará dos pruebas de la Super Fórmula: Motegi y Fuji». SoyMotor.com. Consultado el 7 de agosto de 2024.
113. ↑  «Full line-up: Every driver taking part in the Abu Dhabi post-season test». Fórmula 1 (en inglés). Formula One World Championship Limited. 15 de diciembre de 2020. Consultado el 15 de diciembre de 2020.
114. ↑  Davoine, Basile (13 de diciembre de 2021). «Qué piloto y qué día conducirán en el test en Abu Dhabi de F1 2021». lat.motorsport.com. Motorsport Network. Consultado el 15 de diciembre de 2021.
115. ↑  «Balance 2022 • STATS F1». STATS F1. Consultado el 20 de mayo de 2022.
116. ↑  Sáez, Juanjo (21 de noviembre de 2022). «Test de F1 en Abu Dhabi: qué pilotos, a qué hora el martes, y más». es.motorsport.com. Motorsport Network. Consultado el 22 de noviembre de 2022.
117. ↑  «Driver Standings - GP3 Series 2016». GP3 Series (GP2 Motorsport Limited). Archivado desde el original el 28 de octubre de 2018. Consultado el 1 de marzo de 2019.
118. 1 2  «Season 2018 - 2019 results - FIA Endurance Trophy for LMP2 Drivers». Campeonato Mundial de Resistencia de la FIA (en inglés). Consultado el 16 de junio de 2019.
119. 1 2  «Season 2019 - 2020 results - FIA Endurance Trophy for LMP2 Drivers». Campeonato Mundial de Resistencia de la FIA (en inglés). Consultado el 12 de octubre de 2019.
120. 1 2  «Season 2021 results - FIA Endurance Trophy for LMP2 Drivers». Campeonato Mundial de Resistencia de la FIA (en inglés). Consultado el 21 de julio de 2021.
121. ↑  «Season 2024 results - FIA Hypercar World Endurance Drivers Championship». Campeonato Mundial de Resistencia de la FIA (en inglés). Consultado el 15 de julio de 2024.
122. ↑  «2025 standings | FIAWEC». Campeonato Mundial de Resistencia de la FIA (en inglés). Consultado el 1 de agosto de 2025.
123. ↑  Lloyd, Daniel (13 de agosto de 2021). «Le Mans Friday Notebook». SportsCar365.com (en inglés). Consultado el 5 de agosto de 2022.
124. ↑  «Driver Standings 2020-21 | FIA Formula E». Fórmula E (en inglés). Consultado el 26 de febrero de 2021.
125. ↑  «Driver Standings 2021-22 | FIA Formula E». Fórmula E (en inglés). Consultado el 28 de enero de 2022.
126. ↑  «Driver Standings 2024-25 | FIA Formula E». Fórmula E (en inglés). Consultado el 7 de diciembre de 2024.
127. ↑  «2020 ELMS Presentation - ELMS». European Le Mans Series (en inglés). Consultado el 6 de agosto de 2020.
128. ↑  «Nyck de VRIES • STATS F1». STATS F1. Consultado el 21 de mayo de 2022.